# ミルク・グロット
ミルク・グロット教会、またはミルク・グロット、聖母マリアの洞穴、聖母の乳の洞窟礼拝堂（英語: Chapel of the Milk Grotto of Our Lady, Milk Grotto Church; ラテン語: Crypta lactea; アラビア語: مغارةآلسثئ; ヘブライ語: מערת החלב）は、1872年に建立された、パレスチナ・ヨルダン川西岸地区のベツレヘムにあるローマ・カトリック教会の礼拝堂である。古来この地は、キリスト教徒の巡礼の中心地のひとつであった。フランシスコ会の聖地信託事業により、マリア廟と修道院共々、その建立以来維持されている。

## 概要
パレスチナ地方の都市ベツレヘムにある教会。 幼子イエスを抱えたヨセフとマリアがエジプトに脱出するまで、ヘロデ王の兵士から身を隠したとされる洞窟がある場所に建つ。 マリアの乳房から母乳が滴り落ち、岩が白く染まったという伝説がある。

## 歴史
現在のカトリックの礼拝堂は、かつて5世紀頃にビザンティン教会（ギリシャ正教エルサレム総主教区）があった場所に、1872年に建てられた。古い教会は、モザイクの床のほんの一部が残っている。

## 信仰
キリスト教の伝承によれば、エジプトに逃れる前の聖家族が「ヘロデ大王による幼子の虐殺」のあいだ、この場所に避難していたという。聖母マリアの胸から「乳が一滴」洞穴の床に落ち、そこが白く染まったという物語にこの名前は由来する。この空間は3つの異なる洞穴からなり、夫婦間の不妊の癒しを期待する巡礼者が訪れる。

## ギャラリー

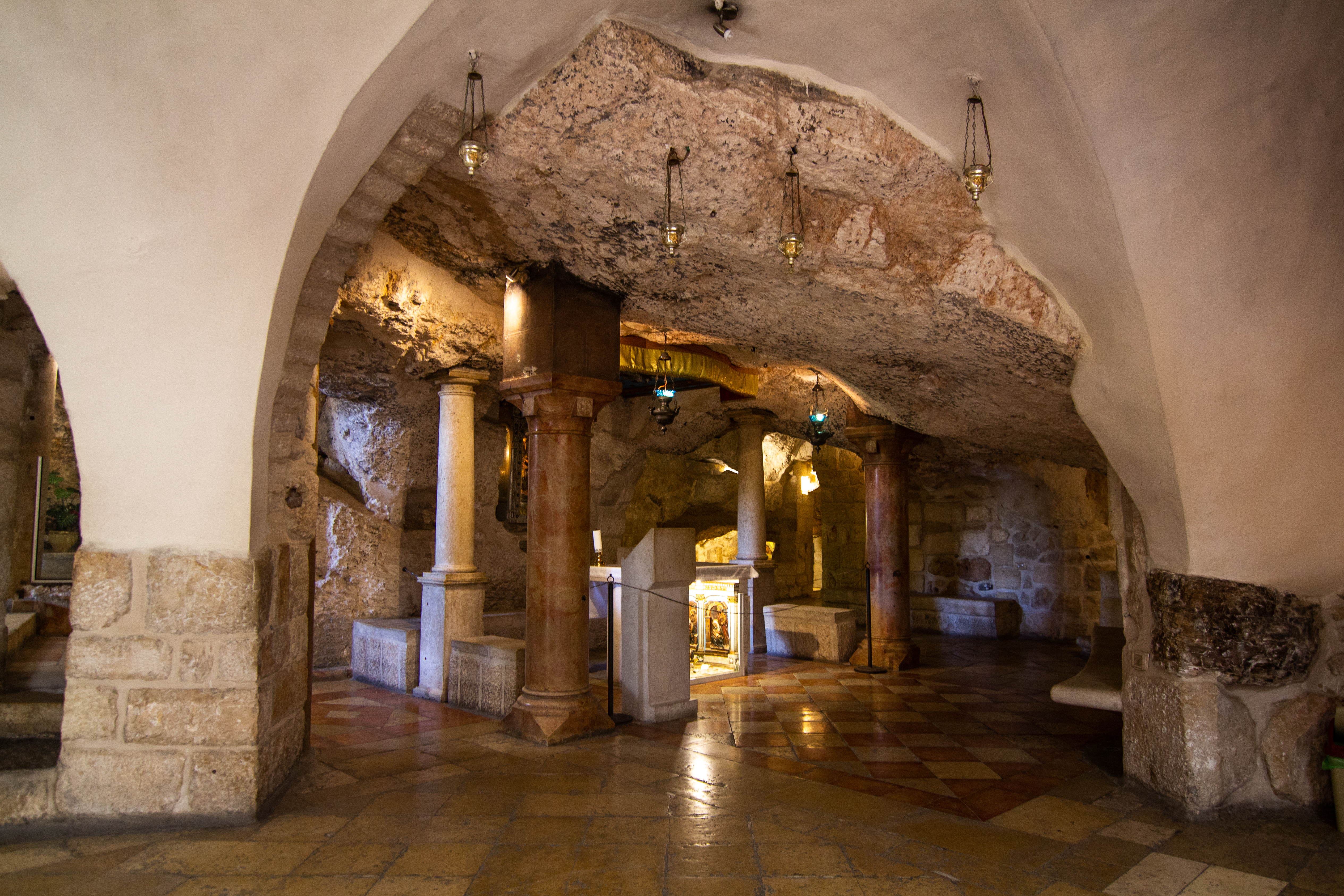
内観
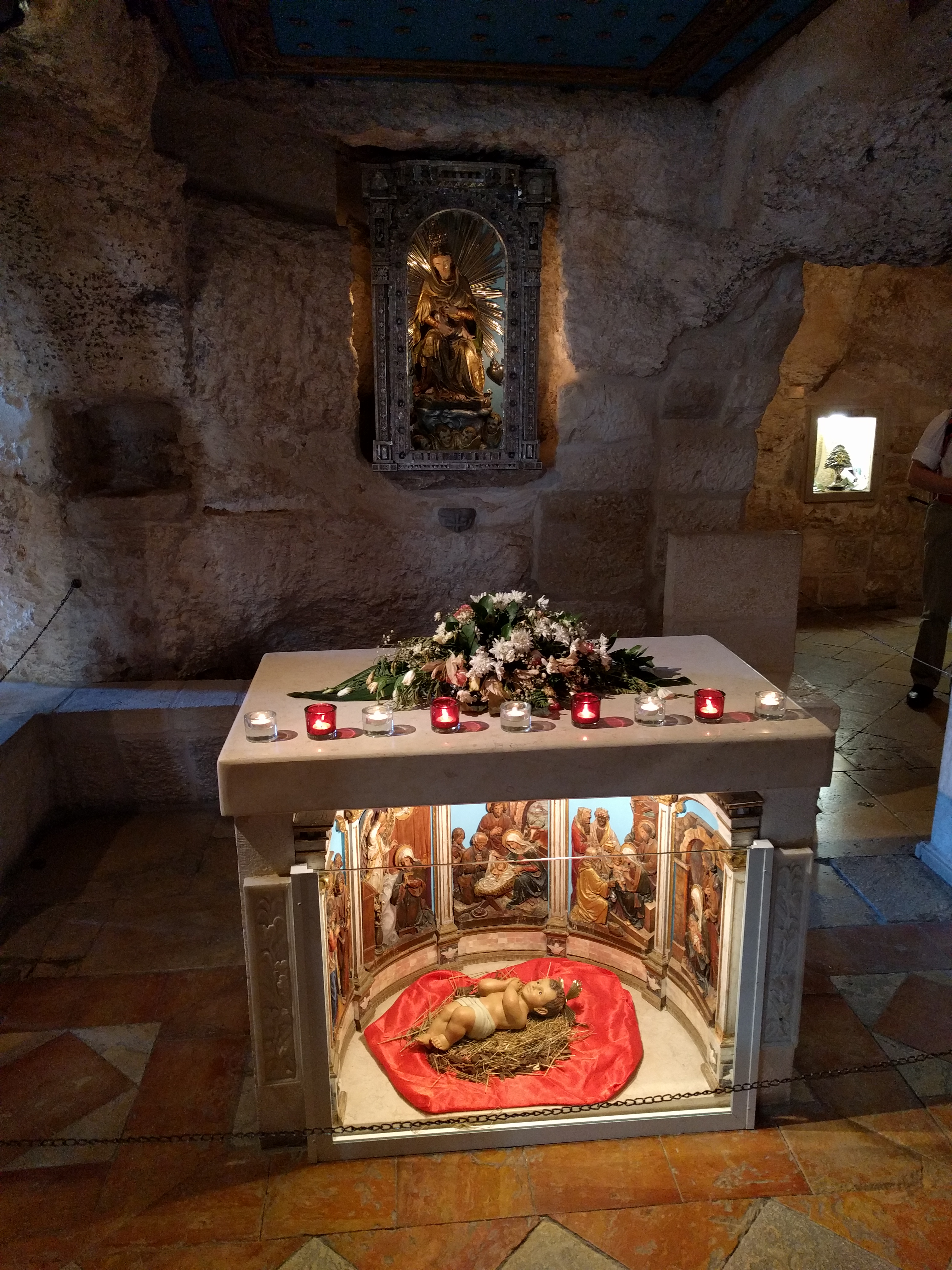
祭壇前
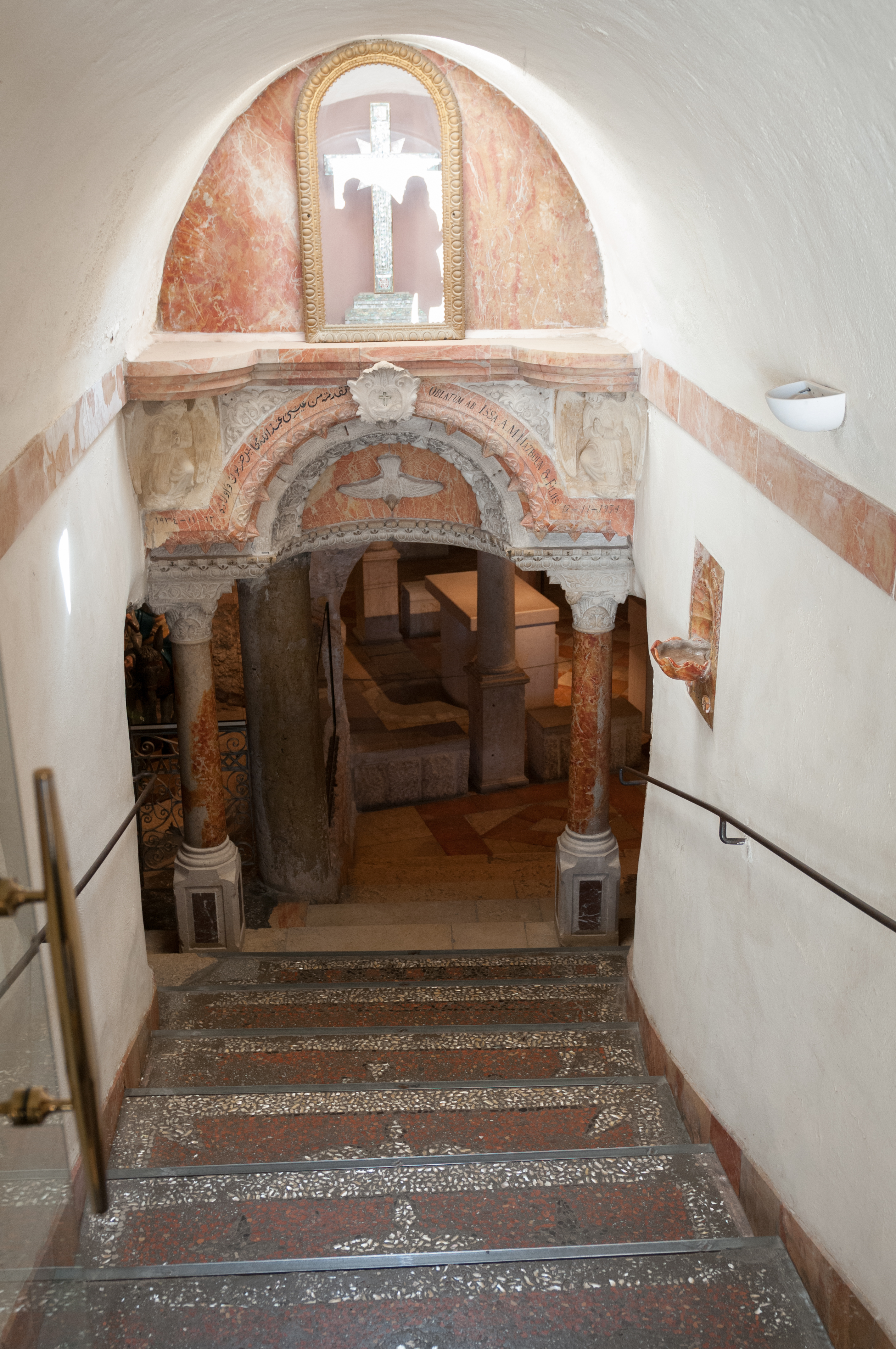
地下洞穴へ至る階段
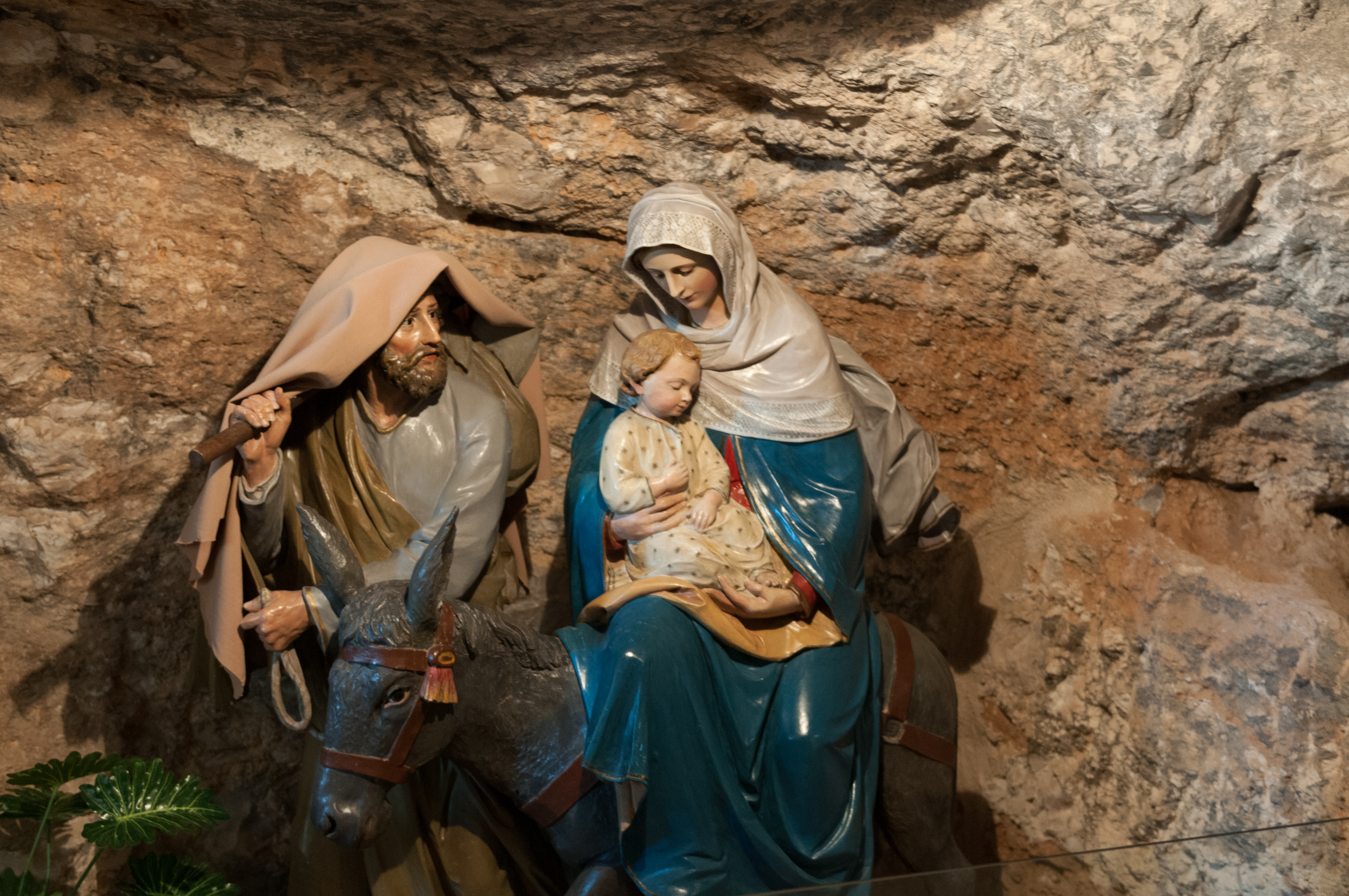
ロバに乗った聖家族像